# Органайзер
Органа́йзер (англ. organizer) — невелика книга, що служить для організації персональної інформації, такої як важливі події, контакти та ін. Сучасні органайзери існують у вигляді програм для комп'ютерів (включаючі кишенькові) та мобільних телефонів.

## Опис

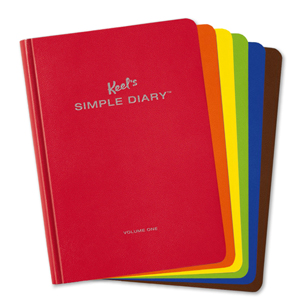
Друковані органайзери

Є допоміжним персональним засобом організації часу і комунікацій.

### В паперовому виконанні
Історично спочатку використовувався, як блокнот, щоденник для записів про планування подій, зустрічей, заходів, завдань.

## Як комп'ютерна програма
Із розвитком цифрової техніки органайзери для персональних нотаток почали заносити в програмне забезпечення персональних комп'ютерів, мобільних телефонів, планшетів, ноутбуків, виробів побутової техніки, що мають власний процесор.

## Назви
- Може від англ. Planner називатися як планер [1] чи, в побуті, на російський манер планьо́р.
- Так само органайзером можуть називати ящик для інструменту для певного виду робіт чи  Несесер [2]  для якихось дрібних речей